# Grangur

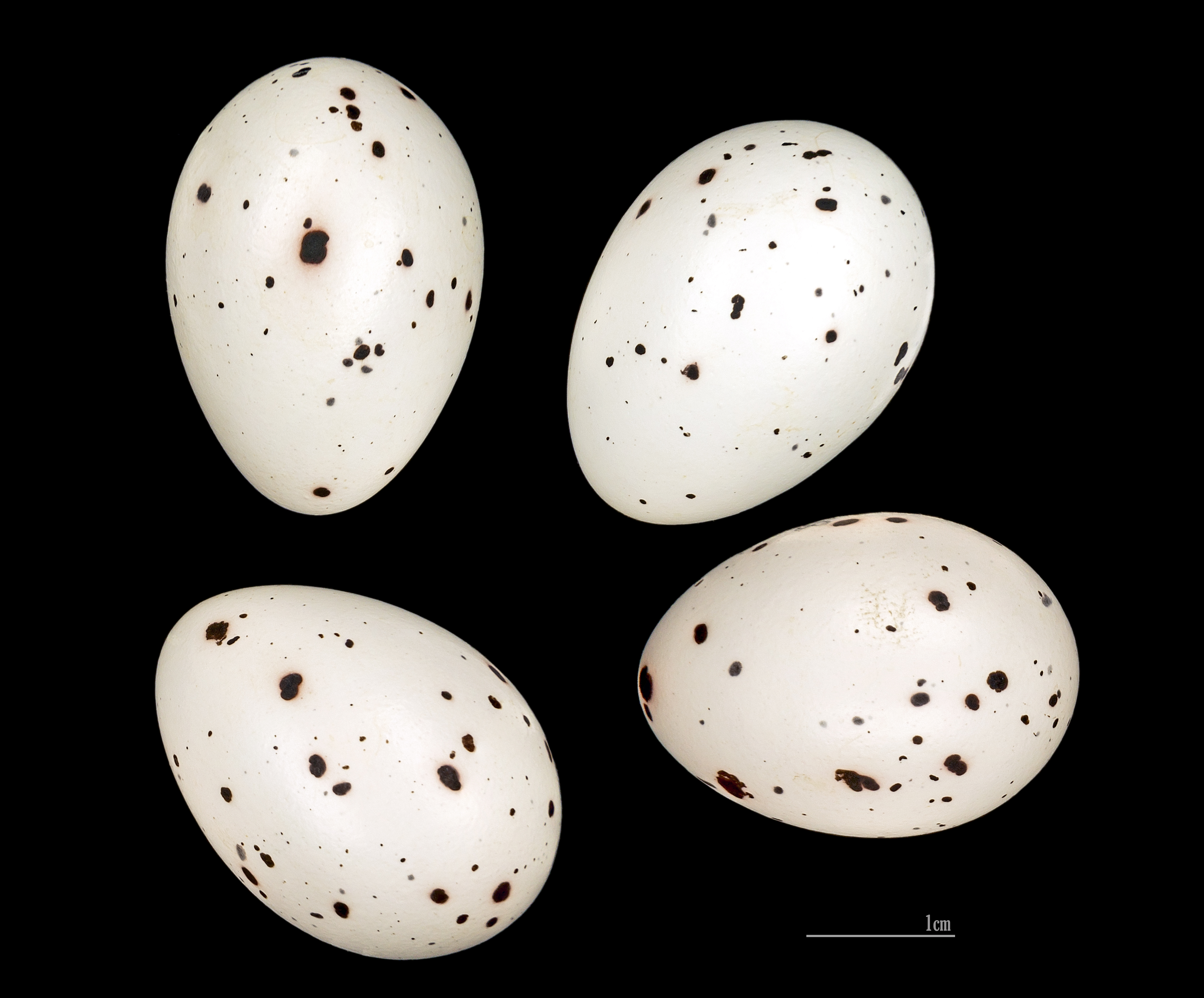
Oriolus oriolus

Grangurul (Oriolus oriolus) este o pasăre migratoare din familia oriolidelor (Oriolidae), ordinul paseriformelor (Passeriformes) care se cuibărește în pădurile luminoase de șes, văile râurilor montane, în plantații, livezi, terenuri de cultură cu copaci din Europa, Asia, nord-vestul Africii. Are o lungime de 21–24 cm. Masculul are un penaj galben-auriu cu aripile și coada negre. Femela și păsările tinere au un colorit verzui cu aripile și coada mai întunecate. Cântecul este un fluierat sonor. Cuibul de forma unui hamac se află pe o înfurcitură aproape de capătul unei crăci orizontale, mascat de frunziș. Ponta are loc în mai-iunie și constă din 3-4 ouă albe cu pete brun-roșcate. Incubația este asigurată mai ales de femelă și durează circa 15 zile. Puii sunt nidicoli. Se hrănește cu insecte și fructe, în special cu cireșe.
În România este o pasăre comună răspândita în zăvoaie și pădurile luminoase de șes, urcând și pe văile râurilor montane, până în partea lor mijlocie. Cuibărește la noi, dar pleacă în sezonul rece.